# Acanthermia nigripalpis
Acanthermia nigripalpis är en fjärilsart som beskrevs av Achille Guenée 1852. Acanthermia nigripalpis ingår i släktet Acanthermia och familjen nattflyn. Inga underarter finns listade i Catalogue of Life.